# XXVII. Armeekorps (Wehrmacht)
Das Generalkommando XXVII. Armeekorps (27. AK) war im Zweiten Weltkrieg ein militärischer Großverband der deutschen Wehrmacht, das nach der Teilnahme am Westfeldzug ab 1941 bis zum Kriegsende 1945 an der Ostfront eingesetzt wurde.

## Geschichte
Das Generalkommando XXVII. Armeekorps wurde am 26. August 1939 im Wehrkreis VII (München) aufgestellt und ab September 1939 an der deutsch-niederländischen Grenze am Niederrhein eingesetzt.

### 1940
Anfang Januar 1940 waren dem Korps während des Sitzkrieges im Raum Jülich die 61., 225. und 269. Infanterie-Division zugeteilt. Das Korps nahm im Mai 1940 unter Führung der 6. Armee am Westfeldzug teil, zugeteilt waren in der ersten Angriffsphase die 267., 269. und die 253. Infanterie-Division. Die Truppen überquerte die Grenze der südlichen Niederlande und rückte quer durch Belgien in Richtung auf die französische Grenze im Raum Roubaix vor. Das Korps nahm Ende Mai an der östlichen Grenze Flanderns zwischen Tournai und Valenciennes gegenüber der französischen 1. Armee an der Schlacht um Lille teil, unterstellt waren dabei die 217., 253. und die 267. Infanterie-Division.
Für die zweite Phase „Fall Rot“ (ab 6. Juni 1940) griff das zur Heeresgruppe C umgruppierte XXVII. Korps im Rahmen der 7. Armee vom Ostufer des Rheins in Richtung auf Colmar an. Für den Angriff auf die Maginotlinie waren die 221., 213., 218. und 239. Infanterie-Division neu zugeordnet worden. Der Vorstoß in den Raum Epinal endete mit dem Waffenstillstand. Das Kommando verblieb zunächst in Ostfrankreich und diente bis zum folgenden Jahr als Besatzungstruppe. Im Dezember 1940 stand das Generalkommando XXVII. bei der 1. Armee, unterstellt waren dabei die 15., 52., 260., 79. und 198. Infanterie-Division.

### 1941
Im Juni 1941 unterstanden dem noch in Ostfrankreich liegenden Korps die 337., 327. und 335. Infanterie-Division. An den Anfangsoperationen der Operation Barbarossa hatte das Korps keinen Anteil, erst Anfang Oktober beteiligte sich das in den Raum Smolensk verlegte Korps im Rahmen der 9. Armee am Unternehmen Taifun. An der der Nordflanke der Heeresgruppe Mitte eingesetzt, rückten die Truppen über Rschew in Richtung Kalinin vor, wo man Anfang Dezember gezwungen war, sich gegenüber sowjetischen Gegenangriffen auf das Wolga-Knie bei Stariza zurückzuziehen. Im November 1941 waren dem Korpskommando die 86., 129. und 162. Infanterie-Division unterstellt, welche die gepanzerte Gruppe Landgraf (Teile 6. und 7. Panzer-Division) beim Angriff auf Kalinin unterstützten.

### 1942
Das Korps erlitt mit den benachbarten VI. und XXIII. Armeekorps während der der folgenden 1. Schlacht von Rschew schwere Verluste. Während der Abwehrkämpfe im Januar 1942 waren dem Korps die 86., 251., 129. und die 162. Infanterie-Division zugeteilt. Die Organisation des Kommandos änderte sich während dieser Abwehrkämpfe mehrmals, kurzfristig waren dem Kommando einmal sogar gleichzeitig acht Infanterie-Divisionen zugeteilt. Ende April waren an der Front des Korps die 86., 110. und 328. Infanterie-Division, dazu an mobilen Kräften Teile der 1., 5. und 7. Panzer-Division unterstellt. Während der sowjetischen Angriffsoperation Mars waren dem Korps Anfang November 1942 die 6., 72., 87., 95., 129., 251. und 256. Infanterie-Division zugeteilt.

### 1943
An der Front zwischen Rschew und Sytschewka waren bei der Jahreswende zugeteilt: die 52., 197., 246. und 256. Infanterie-Division. Ende März hatte sich das XXVII. Armeekorps im Unternehmen Büffelbewegung aus dem Raum Rshew in den Raum nordöstlich von Smolensk zurückgezogen. Die neuen Stellungen verliefen am nördlichen Dnjeprufer zwischen Jarzewo und Duchowschtschina.
Im Herbst 1943 war das Korps der 4. Armee zugeteilt. Zu Beginn der Operation Suworow (August 1943) konnten starke sowjetische Angriffe auf Duchowschtschina zunächst zurückgeworfen werden. In der zweiten sowjetischen Angriffsphase musste Smolensk am 25. September geräumt werden, das Kommando wurde auf Positionen östlich von Orscha zurückgedrängt. In den neuen Stellungen beiderseits des Dnjepr bei Dubrowno bildete die 18. Panzergrenadier-Division das Rückgrat der Verteidigung, Unterstützung leisteten die 197., 113. und Reste der 52. Infanterie-Division. Links schloss das VI. Armeekorps der 3. Panzerarmee und rechts das XXXIX. Panzerkorps an den äußeren Korpsgrenzen an.

### 1944
Im Januar 1944 befand sich im Korpsbereich die 256. Infanterie-Division und die 78. Sturm-Division, sowie die 18. und 25. Panzergrenadier-Division. Im Juni 1944 wurde das XXVII. Korps während der Operation Bagration im Raum östlich von Orscha im Bereich der Rollbahn Minsk – Moskau positioniert. Der Angriff der 2. Weißrussischen Front erfolgte einen Tag nach dem Beginn der sowjetischen Sommeroffensive am 23. Juni. Dem Korps waren die 25. Panzergrenadier-, 110., 260. und 337. Infanterie-Division unterstellt. Bis Ende Juni wurde das Korps durch die sowjetische 33. Armee und 11. Gardearmee über den Dnjepr und Drut zurückgedrängt. Nach dem Durchbruch der sowjetischen Streitkräfte über die Beresina, wurde das Korps in den Wäldern östlich von Minsk eingekesselt und in Kämpfen bis 5. Juli, vollständig vernichtet. Der Kommandierende General, General der Infanterie Völckers, wurde gefangen genommen, ebenso die Kommandeure der 78. und 260. Infanterie-Division, Generalleutnant Traut und Generalmajor Klammt. Das Korps und sein Stab wurden noch im August aus Ersatzeinheiten neu formiert und zur Verteidigung der Grenze Ostpreußens eingesetzt. Im Raum Kalvarija–Eydkau waren dem Kommando im September und Oktober die 547. und 561. Grenadier-, später 561. Volksgrenadier-Division, unterstellt. Im Dezember 1944 wechselte das Kommando in den Befehlsbereich der 2. Armee, es nahm am unteren Narew-Abschnitt die Positionen des XX. Armeekorps ein, welches seinerseits das nach Goldap abgehende XXXXI. Panzerkorps bei Ostrołęka freimachte.

### 1945
Das XXVII. Korps unterstand während der Schlacht um Ostpreußen der 2. Armee und hielt gegenüber dem Serok-Brückenkopf der sowjetischen 65. Armee die Verbindung zum linken Flügel der 9. Armee. Zwischen Narew und Weichsel deckte dabei die 542. Volksgrenadier-Division gegenüber der sowjetischen 47. Armee im Raum Modlin, während nördlich davon die 252. und 35. Infanterie-Division eingesetzt waren. Nach dem Durchbruch Rokossowskis Truppen auf Mława erfolgte der Rückzug nach Thorn. Große Teile der deutschen Verbände wurden nach Süden abgedrängt, am 17. und 18. Januar fielen Modlin, Płońsk und Płock in sowjetische Hände. Im Raum Thorn wurden durch die sowjetische 70. Armee bis 27. Januar große Teile der deutschen 2. Armee eingekesselt: 31. und 73. Infanterie-Division. Das Generalkommando entkam und wurde zur Verteidigung der Nogat-Linie nach Westpreußen geworfen. Im Verlauf der Schlacht um Ostpommern gegenüber der sowjetischen 49. Armee haltend, unterstanden dem Korps im Raum Heiderode-Großwollen Teile der 31., 73., 227. und 251. Infanterie-Division. Heiderode ging am 23. Februar verloren, das Korps wurde über Schöneck nach Norden zurückgedrängt. Der Kommandostab wurde über Danzig nach Westen evakuiert und der 3. Panzerarmee als Reserve an die Oderfront zugeführt. Der Verband wurde Ende April 1945 von der sowjetischen 49. und 70. Armee über Templin auf Fürstenberg zurückgedrängt. Die letzten Verbände des über Parchim nach Westen zur Elbe zurückgehenden Korps ergaben sich am 4. Mai amerikanischen Truppen im Raum nördlich von Ludwigslust.

## Führung
Kommandierende Generale
- General der Infanterie Karl von Prager, August 1939 – 6. November 1939
- General der Infanterie Alfred Wäger, 6. November 1939 – 23. Dezember 1941
- Generalleutnant Eccard von Gablenz, 23. Dezember 1941 – 3. Januar 1942
- Generalleutnant/General der Infanterie Joachim Witthöft, 3. Januar 1942 – 1. Juli 1942
- Generalmajor/Generalleutnant Walter Weiß, 1. Juli 1942 – 10. Februar 1943
- Generalleutnant Karl Burdach, 10. Februar 1943 – 8. Juni 1943
- Generalleutnant/General der Infanterie Paul Völckers 8. Juni 1943 – 23. Juni 1944 (nach Gefangennahme Mitglied des Nationalkomitee Freies Deutschland)[4]
- Generalleutnant/General der Infanterie Hellmuth Prieß, 27. Juli 1944 – 21. Oktober 1944
- Generalleutnant/General der Artillerie Maximilian Felzmann, 26. Oktober 1944 – 14. April 1945
- General der Infanterie Walter Hörnlein, 15. April – Mai 1945